# 池田拓史
池田 拓史（いけだ ひろし、1981年8月10日 - ）は、日本の実業家。新潟アルビレックス・ベースボール・クラブ代表取締役社長。

## 人物・経歴
新潟県南魚沼郡塩沢町（現南魚沼市）出身。新潟県立国際情報高等学校を経て、2000年北海道大学工学部材料・化学系入学。2004年北海道大学経済学部経営学科卒業、リクルートHRマーケティング（現リクルートジョブズ）入社。2006年ジャパン・ベースボール・マーケティングに入社しベースボール・チャレンジ・リーグの立ち上げに参画した。2008年新潟アルビレックス・ベースボール・クラブ入社。2014年新潟アルビレックス・ベースボール・クラブ専務取締役。2016年から新潟アルビレックス・ベースボール・クラブ代表取締役社長を務め、加藤博人の監督への招聘などを行った。